# Santuyano
Santuyano (spanisch San Julián) ist eine von drei Parroquias in der Gemeinde Bimenes, der Autonomen Region Asturien in Spanien.

## Geographie
Santuyano ist eine Parroquia mit 829 Einwohnern (2011) und einer Fläche von 11,82 km². Sie liegt auf 318 msnm. Martimporra ist der Hauptort der Gemeinde Bimenes. Der Name Santuyano wurde erst 2005 offiziell eingetragen, in alten Karten ist oft noch San Juan zu lesen.

### Verkehrsanbindung
- Nächster internationaler Flugplatz: Flughafen Asturias in Oviedo.
- Haltestellen der FEVE oder ALSA sind in jedem Ort.
- Eisenbahnanbindung an das Netz der Renfe in Martimporra

## Klima
Angenehm milde Sommer mit ebenfalls milden, selten strengen Wintern.

## Dörfer und Weiler in der Parroquia
- L'Acebal – 16 Einwohner 2011 43° 20′ 56″ N, 5° 34′ 18″ W
- Campabaxera – 4 Einwohner 2011
- Cantili Riba – 7 Einwohner 2011
- Cantili Baxo – 28 Einwohner 2011
- Capellán – 8 Einwohner 2011
- Carbayal – 1 Einwohner 2011
- La Casa Riba 1 Einwohner 2011
- La Castañal – 26 Einwohner 2011
- Castiillu – 3 Einwohner 2011
- La Correoria – 27 Einwohner 2011 43° 20′ 20″ N, 5° 34′ 29″ W
- El Cubilón – 2 Einwohner 2011
- La Cuesta la Riba – 8 Einwohner 2011
- El Cuitu – 9 Einwohner 2011 43° 19′ 52″ N, 5° 33′ 32″ W
- El Costru – 5 Einwohner 2011
- El Llamargón – 8 Einwohner 2011
- El Praón – 5 Einwohner 2011 43° 20′ 31″ N, 5° 33′ 18″ W
- El Valle – 8 Einwohner 2011
- El Xerrón – 5 Einwohner 2011
- L'Escobal – 35 Einwohner 2011 43° 20′ 51″ N, 5° 34′ 42″ W
- El Faíu – 4 Einwohner 2011
- La Figar – 34 Einwohner 2011 43° 19′ 44″ N, 5° 33′ 18″ W
- La Fragua – 7 Einwohner 2011
- El Gronxu – 5 Einwohner 2011
- La Brañuca – 3 Einwohner 2011
- La Cuesta – 12 Einwohner 2011
- L'Azorea – 5 Einwohner 2011
- La Quintana – 15 Einwohner 2011
- La Riba – 19 Einwohner 2011
- La Rubiera – 26 Einwohner 2011 43° 20′ 41″ N, 5° 33′ 30″ W
- La Segá – 2 Einwohner 2011
- La Vegona – 5 Einwohner 2011
- Les Vallines – 1 Einwohner 2011
- Les Collaes – 5 Einwohner 2011 43° 20′ 5″ N, 5° 33′ 7″ W
- El Lloroscu – 2 Einwohner 2011
- El Llosón – 2 Einwohner 2011
- Martimporra (Hauptstadt der Gemeinde) – 17 Einwohner 2011
- El Montiquín – 44 Einwohner 2011 43° 20′ 33″ N, 5° 34′ 24″ W
- El Perezal – 7 Einwohner 201143° 19′ 42″ N, 5° 33′ 38″ W
- El Prou Ríu – unbewohnt 2011
- Puentevega – 26 Einwohner 2011
- El Rebullu – 10 Einwohner 2011
- Ricóu – 8 Einwohner 2011
- Rosuaria – 15 Einwohner 2011
- Santuyano/San Julián – 309 Einwohner 2011 43° 20′ 10″ N, 5° 34′ 6″ W
- Samiguel – unbewohnt 2011
- Solavega – 3 Einwohner 2011
- Tuenes – 17 Einwohner 2011 43° 19′ 46″ N, 5° 33′ 25″ W
- La Vega Solavilla – 10 Einwohner 2011
- La Xerruca – 5 Einwohner 2011
- Los Xugueros – 5 Einwohner 2011

## Sehenswürdigkeiten
- Torre de Estrada, altes Torhaus, vermutlich aus dem 14. Jahrhundert

## Söhne und Töchter
Der asturische Schriftsteller Xulio Vixil ist hier geboren.